# Diósgyőr

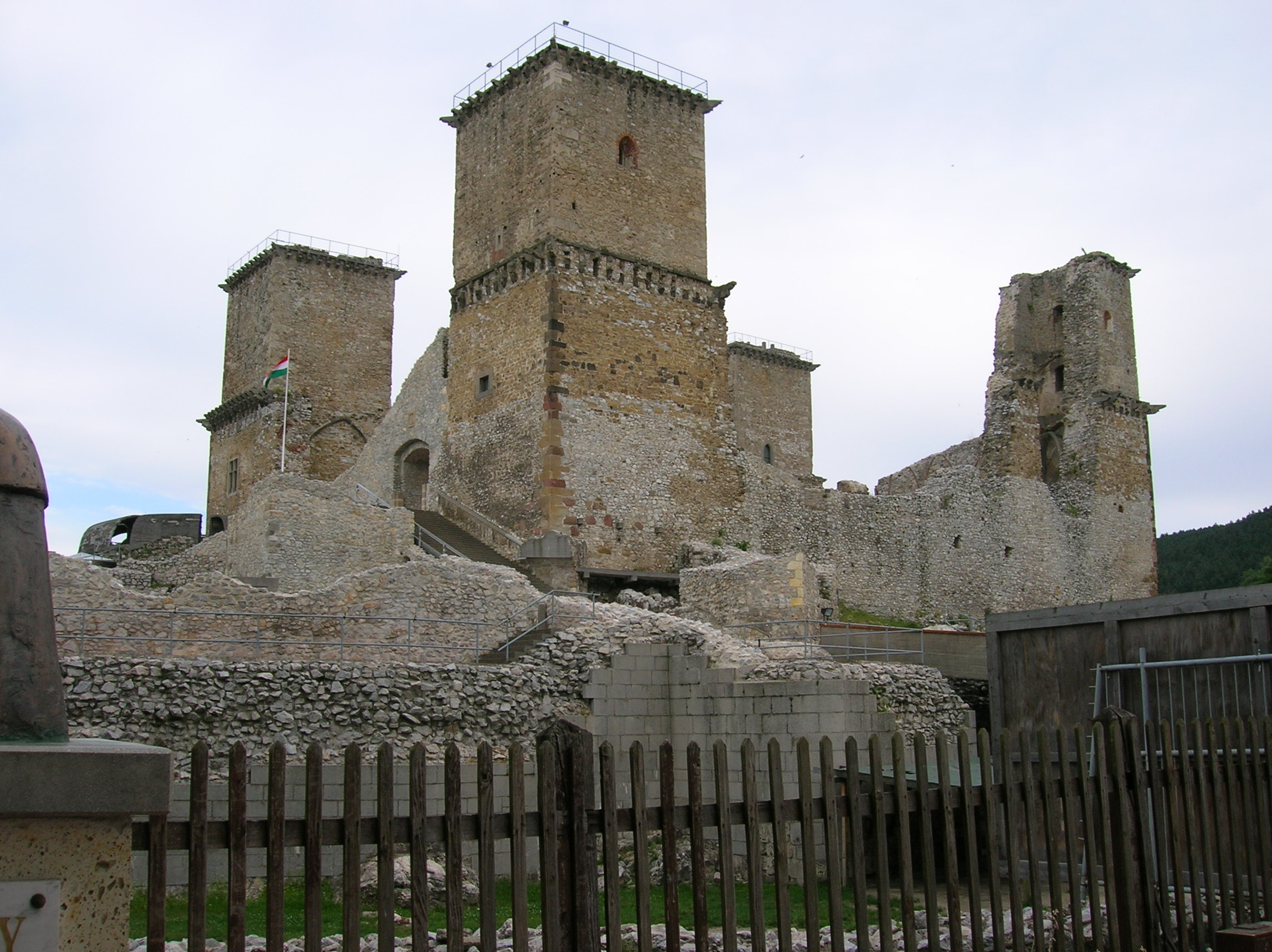
Slottet

Diósgyőr är en historisk stad i Ungern, idag ett distrikt av Miskolc stad, tidigare ett centrum för tung industri. Idag[när?] bor det 60 000 personer i stadsdelen (omkring en tredjedel av stadens totala invånarantal). Det medeltida slottet var en favoritplats för ungerska kungar och drottningar, idag är det en populär turistattraktion. Fotbollslaget i Miskolc har tagit namnet Diósgyőr och deras stadion ligger i distriktet.

## Namnet
Dió betyder valnöt och refererar till valnötsträden. Győr är en arkaisk formulering av ordet gyűrű som betyder "ring". Det refererar troligen till de rundade kanterna på det första slottet som stod här.

## Historia och slottet
Området har varit bebott sedan antiken och kvarlevor från urbefolkningen har funnits i närheten av slottet. Namnet på staden nämndes första gången i Gesta Hungarorum omkring år 1200, som Geuru, vilket var en antik stavning av Győr. "Efter vår ledare Árpád lämnade Szerencs med sin armé (...) gav han landet mellan Tapolca och floden Sajó, kallad Miskolc, och staden Győr till Böngér, fader till Bors."
Det första slottet byggdes troligen under 1100-talet och förstördes av den pågående mongolinvasionen. Slottet som finns där idag byggdes troligen av kung Bela IV under 1200-talet.
Slottet hade sin storhetstid under Ludvig Is regi. År 1364 förenades den intilliggande staden Miskolc med Diósgyőr. Diósgyőr tappade lite av sin betydelse när personalunionen mellan Ungern och Polen slutade.
Efter slaget vid Mezőkeresztes (1596) ockuperade det osmanska riket området och från denna tid var Diósgyőr under turkiskt styre och området styrdes av Pasha av Eger fram till 1687 när denna delen av landet friades från det turkiska styret. Vid denna tid hade slottet mist all sin militära betydelse.
Även om Miskolc och Diósgyőr var sammankopplade med en busslinje (sedan 1903) och en spårväg (MVV Rt., från 1906), säger en reseguide från 1922 att Diósgyőr fortfarande är en egen stad. Den 1 januari 1945, införlivades de två städerna officiellt, och Stor-Miskolc fick sin grund. Från början var de bara sammankopplade på grund av fabriken som var byggd mellan dem, men senare växte de två städerna ihop och idag är det svårt att veta var gränserna går för det historiska Miskolc och det historiska Diósgyőr.